# Thornbury (Herefordshire)
Thornbury – wieś w Anglii, w hrabstwie Herefordshire. Leży 23 km na północny wschód od miasta Hereford i 186 km na północny zachód od Londynu.